# Cronologia dei Fatti di Reggio
Di seguito è riportata la cronologia essenziale degli avvenimenti che hanno costituito i "Fatti di Reggio":

## Periodi

### 1969
| Data     | Evento |
| -------- | --- |
| 1º marzo | Un'assemblea di parlamentari, sindaci, esponenti delle categorie e dei partiti, convocata dal Presidente dell'Amministrazione Provinciale, ribadisce il diritto di Reggio Calabria ad essere capoluogo regionale. Già opera in città il "Comitato di agitazione per la difesa degli interessi di Reggio". |
| 15 marzo | Prima manifestazione di protesta organizzata dagli studenti: chiedono ai politici più impegno per la città. Il giorno dopo assemblea pubblica del Comitato di agitazione, seguita da un corteo che raggiunge il Palazzo della Provincia occupato dagli universitari.                                      |
| 18 marzo | Gli studenti bloccano per alcune ore la linea ferroviaria. |
| 21 marzo | Il Consiglio Comunale vota, eccetto il rappresentante del PSIUP, un ordine del giorno per Reggio capoluogo. |
| 29 marzo | A Roma il segretario della DC Flaminio Piccoli assicura al sindaco di Reggio Pietro Battaglia che il partito è orientato ad indicare Reggio come capoluogo. |

### 1970
| Data         | Evento |
| ------------ | --- |
| 17 gennaio   | In una riunione a Roma, presenti i rappresentanti delle tre province calabresi, la DC si esprime ufficialmente per Catanzaro capoluogo. La delegazione reggina si oppone. Nei giorni seguenti il presidente del Comitato di agitazione, Francesco Gangemi, si dimette dalla DC. Altrettanto minacciano di fare gli iscritti alla sezione Sbarre. Gli studenti scioperano per alcuni giorni mentre si moltiplicano i tentativi politici per convincere la DC reggina che nessuna decisione è stata presa. Il PSI auspica un vertice per un esame globale dei problemi della regione. |
| 7 giugno     | Elezioni regionali e amministrative. Questi i risultati delle comunali di Reggio Calabria: - PCI 7 seggi; - PSIUP 1 seggio; - PRI 1 seggio; - PLI 1 seggio; - PSI 8 seggi; - PSU 2 seggi; - MSI 3 seggi; - DC 23 seggi. Alla Provincia di Reggio: - PCI 7 seggi; - DC 10 seggi; - PSI 5 seggi; - PSU 2 seggi; - MSI 3 seggi; - PSIUP 1 seggio; - PRI 1 seggio; - PLI 1 seggio. Al Consiglio regionale la provincia di Reggio manda 11 consiglieri: - 5 per la DC; - 3 per il PCI; - 2 per il PSI; - 1 per il PSU. |
| 1º luglio    | Si decide la convocazione a Catanzaro del Consiglio regionale per il 13 luglio. |
| 5 luglio     | Il sindaco Pietro Battaglia tiene a settemila persone riunite in Piazza Duomo il "rapporto alla città" che segna l'avvio delle proteste su larga scala. Battaglia chiede alla folla di "tenersi pronta a sostenere con forza il diritto di Reggio alla guida della Regione". Segue un corteo con la partecipazione di esponenti di vari partiti: DC, PRI, MSI, PLI. |
| 6 luglio     | Comincia la crisi di governo con le dimissioni del presidente del Consiglio Mariano Rumor. Reggio resta senza interlocutori a in città. |
| 12 luglio    | Il presidente del Senato Amintore Fanfani, a Villa San Giovanni per la consegna dei premi omonimi, contestato dalla folla, ammette di non avere la "ricetta per risolvere per intero il problema" del capoluogo e invita alla calma. La sera sorgono nella città i primi blocchi stradali. |
| 13 luglio    | Mentre il Consiglio regionale si riunisce a Catanzaro, a Reggio si tiene una contro-assemblea convocata dal sindaco Pietro Battaglia. I consiglieri regionali reggini della DC non sono andati a Catanzaro. Il missino Fortunato Aloi chiede che i socialisti vengano esclusi dalla giunta comunale (i consiglieri regionali del PSI sono andati a Catanzaro). L'unione commercianti indice uno sciopero di 40 ore a partire dal giorno seguente. Sul corso Garibaldi compaiono le prime barricate. Da tutta la regione affluiscono a Reggio reparti di Pubblica sicurezza e Carabinieri. |
| 14 luglio    | La città insorge. Lunghi cortei percorrono il corso Garibaldi. Parte della folla si ferma in Piazza Italia per ascoltare il sindaco Battaglia ed il consigliere del MSI Fortunato Aloi. Barricate sorgono sul Corso, sul Lungomare, in via Pio XI, al rione Sbarre, in via XXI Agosto, al rione Santa Caterina. Il traffico è bloccato. Le forze dell'ordine tentano di smantellare i blocchi stradali e le barricate ma altre ne sorgono, fin sull'autostrada. La situazione precipita in serata. I primi scontri avvengono in via Marina tra i dimostranti che occupano i binari della ferrovia e la polizia. Vengono operati alcuni fermi tra i dimostranti, annullati dal Prefetto De Rossi dopo un'ulteriore protesta in Piazza Italia. La folla non si disperde. Intorno alle 21 la polizia carica e i dimostranti rispondono con lanci di pietre. Intanto i ferrovieri entrano in sciopero: Reggio è completamente isolata.                                                  |
| 15 luglio    | In città si respira aria di guerriglia. Cortei di operai, ferrovieri, dipendenti dell'Enel, studenti, percorrono le vie del centro cittadino mentre i dimostranti controllano che non siano rimossi i blocchi. Scontri con le forze dell'ordine dopo un assalto dei manifestanti alla sede del PSI ed un tentativo di occupazione del PCI. Nel pomeriggio le barricate cominciano a bruciare. Duri scontri tra dimostranti e le forze dell'ordine, al lancio di candelotti lacrimogeni, alle ripetute cariche, rispondono fitte sassaiole. La polizia è comandata dal questore Emilio Santillo, mentre in periferia compaiono le prime "bottiglie Molotov". Il bilancio della giornata annovera diversi feriti tra le opposte fazioni e sessanta fermi. Prima vittima: Bruno Labate, ferroviere di 46 anni, viene rinvenuto in via Logoteta. |
| 16 luglio    | Il sindaco proclama un giorno di lutto cittadino. La Curia arcivescovile solidarizza con la rivendicazione del capoluogo "legittimo diritto documentato dalla storia millenaria, confortato anche dal ruolo metropolitico per la Calabria di questa vetusta sede apostolica". A Roma, il ministro dell'Interno Restivo precisa che la scelta di Catanzaro è provvisoria. Incendio alla stazione ferroviaria. Settanta fermi, sedici arresti, otto ricoverati, quattordici poliziotti feriti. Scrive Nicola Adelfi su La Stampa: "La componente del campanile c'è... ma è preminente rispetto ad altri fattori di natura economica e sociale. Al fondo della collera ci sono anzitutto una debilitante povertà ed un senso amaro di frustrazione". |
| 17 luglio    | Quarto giorno di sciopero generale. Ancora incidenti. Antonio Coppola, uno studente di 17 anni, viene ricoverato in ospedale in coma. Barricate e scontri nei suborghi. Viene assaltata la Camera del Lavoro. Ventuno feriti tra le forze dell'ordine, 47 arresti. |
| 18 luglio    | L'agenzia sovietica TASS scrive che a Reggio "I fascisti estendono le loro azioni". Al termine dei funerali di Bruno Labate riprendono gli scontri tra dimostranti e polizia. Assalto alla questura. I rioni di Sbarre e di Santa Caterina sono ormai stabilmente in mano ai dimostranti. |
| 20 luglio    | Centinaia di reggini si dirigono a Villa San Giovanni bloccando per tre ore i traghetti per Messina e nei giorni successivi la cittadina verrà occupata dai manifestanti. |
| 21 luglio    | Cariche di tritolo contro la filiale Fiat e un ispettorato di PS. La protesta si estende a Melito Porto Salvo. A Gambarie d'Aspromonte viene occupato per alcune ore il ripetitore della Rai. Cinquemila donne percorrono Reggio in corteo. Incidenti a Villa San Giovanni. |
| 22 luglio    | Il treno Palermo-Torino, "Treno del Sole" deraglia all'altezza della stazione di Gioia Tauro: sei morti e cinquantaquattro feriti. |
| 29 luglio    | Come reazione ad un vertice del centrosinistra, tenutosi a Roma, in cui si parla per Reggio solo di sviluppo industriale, nuovo sciopero generale. |
| 30 luglio    | Seimila persone in piazza Italia ascoltano il Comitato d'azione: parlano Fortunato Aloi (MSI), Ciccio Franco della Cisnal e l'industriale del caffè Mauro. |
| 3 agosto     | Sciopero generale. Ciccio Franco s'incontra con il sindaco Battaglia ed annuncia poi in un comizio che questi non si dissocia dalla protesta. |
| 3 agosto     | Nasce il "Comitato unitario per Reggio capoluogo". Ne fanno parte esponenti della DC e del MSI. Il questore nega l'autorizzazione per un comizio che si sarebbe dovuto tenere il giorno successivo da Junio Valerio Borghese, presidente del Fronte Nazionale. |
| 9 agosto     | Il deputato del PCI Pietro Ingrao tiene un comizio in piazza Italia, ma viene contestato dalla folla, riuscendo a stento a concludere lo stesso. |
| 16 agosto    | Viene formato il nuovo governo presieduto dal democristiano Emilio Colombo. |
| 10 settembre | Comizio del PSI protetto dalle forze dell'ordine. |
| 11 settembre | Comizio del "Comitato d'azione". |
| 14 settembre | Sciopero generale proclamato sia dal "Comitato unitario" che dal "Comitato d'azione". Incidenti in serata con trentasei arresti. |
| 15 settembre | Guerriglia urbana fin dalle prime ore del giorno nel rione di Santa Caterina che proseguiranno per circa quarantotto ore. |
| 17 settembre | L'emittente clandestina "Radio Reggio Libera" diffonde il seguente proclama: "Reggini! Calabresi! Italiani! Questa è la prima trasmissione di radio Reggio Libera. La battaglia contro l'ipocrisia e lo strapotere della mafia politica e dei baroni rossi riguarda l'avvenire di tutti gli italiani. Essa cesserà solo alla vittoria con l'instaurazione di una vera democrazia. Viva Reggio capoluogo! Viva la nostra Calabria! Viva la nuova Italia!". In serata seconda vittima: sul ponte Calopinace viene ucciso Angelo Campanella, 45 anni, autista dell'Azienda Municipale Autobus di Reggio. Vengono arrestati Ciccio Franco e l'ex comandante partigiano Alfredo Perna, entrambi del "Comitato d'azione". La reazione è devastante: due armerie vengono prese d'assalto, cinquecento persone assaltano la Questura, un poliziotto, Curigliano Vincenzo, 47 anni muore colpito da infarto. L'arcivescovo Giovanni Ferro scende in piazza per tentare di calmare gli animi. |
| 20 settembre | Imponenti funerali per Angelo Campanella. Nella notte Radio Tirana dà la sua adesione alla rivolta proletaria di Reggio. |
| 21 settembre | Le forze dell'ordine sgombrano i rioni Santa Caterina e Sbarre dalle barricate. |
| 26 settembre | Cinque anarchici, del gruppo detto anarchici della Baracca perdono la vita in un misterioso incidente mentre si recano a Roma per consegnare ad Umanità Nova materiale di denuncia riguardante infiltrazioni neofasciste nella rivolta. |
| 30 settembre | Dibattito alla Camera sui Fatti di Reggio. |
| 7 ottobre    | La protesta si estende nei maggiori centri della provincia come Gioia Tauro, Polistena, Bagnara, Scilla, Condofuri, Africo, Palmi, Siderno, Villa San Giovanni. |
| 11 ottobre   | Sul ponte Calopinace le forze dell'ordine sono assediate, tre poliziotti sono feriti da colpi d'arma da fuoco. Su una barricata ubicata in vico Furnari appare per la prima volta una bandiera azzurra con la scritta "Repubblica di Sbarre". |
| 12 ottobre   | La protesta si allarga a Delianuova, Cannitello, Bovalino, Rizziconi, Rosarno, Motta San Giovanni. A Messina l'Università viene occupata dagli studenti reggini. |
| 13 ottobre   | Viene arrestato Eugenio Castellani, componente del "Comitato d'azione". |
| 15 ottobre   | Viene mobilitato l'esercito per tenere sotto controllo la ferrovia tra Salerno e Reggio. |
| 16 ottobre   | Pietro Battaglia viene rieletto sindaco di Reggio. |
| 23 dicembre  | Eugenio Castellani, Ciccio Franco, Alfredo Perna, Giuseppe Lupis, ottengono la libertà provvisoria, mentre rimangono latitanti Antonio Dieni e Angelo Calafiore. |

### 1971
| Data         | Evento |
| ------------ | --- |
| 9 gennaio    | Antonio Dieni e Angelo Calafiore si costituiscono. |
| 16 gennaio   | Muore a Messina l'agente di Pubblica Sicurezza Antonio Bellotti, 19 anni. Quattro giorni prima era stato raggiunto da una sassata mentre con il II Reparto Celere di Padova abbandonava Reggio in treno. |
| 18 gennaio   | Antonio Dieni e Angelo Calafiore ottengono la libertà provvisoria. |
| 21 gennaio   | Ventimila persone sfilano in corteo per lo sciopero generale indetto dal "Comitato d'azione". |
| 3 febbraio   | Scontri, alquanto violenti, si verificano nel rione Sbarre a seguito di un comizio del "Comitato d'azione" vietato dal Prefetto. Gli incidenti si estendono anche al "Granducato di Santa Caterina". |
| 12 febbraio  | Il Presidente del Consiglio Colombo, parlando alla televisione, annuncia le decisioni prese per la Calabria: Catanzaro sarà capoluogo e sede della Giunta, Reggio sarà sede del Consiglio regionale. La creazione del "quinto centro siderurgico dell'Iri, che assicurerà un'occupazione prevista di settemilacinquecento lavoratori", aggiunge Colombo. |
| 15 febbraio  | Il Consigliere regionale missino di Catanzaro Marini, in contrasto con il cosentino Falvo, presenta un ordine del giorno per Catanzaro capoluogo e sede unica del Consiglio. |
| 21 febbraio  | Contestato nella sala del cinema "Loreto" di Sbarre l'arcivescovo Giovanni Ferro. |
| 23 febbraio  | La "Repubblica di Sbarre" viene "espugnata dalle forze dell'ordine. |
| 28 febbraio  | Gli inviati dei giornali lasciano la città. |
| 23 marzo     | Viene sciolta la sezione della Democrazia Cristiana a Sbarre. |
| 4 aprile     | Viene proclamato a Reggio lo statuto regionale: sassaiole contro le autorità di Catanzaro e Cosenza. |
| 22 giugno    | Il Consiglio regionale si insedia ufficialmente a Reggio. |
| 14 luglio    | Dopo la commemorazione della morte di Bruno Labate si verificano diversi incidenti lungo le vie della città. |
| 7 settembre  | Pietro Battaglia, criticando l'operato del Governo, si dimette dalla carica di Sindaco. |
| 17 settembre | Incidenti sul ponte Calopinace, dove si dirige un corteo guidato dalla bandiera della "Repubblica di Sbarre" per ricordare l'anniversario della morte di Angelo Campanella. Un colpo di pistola uccide Carmelo Jaconis, 25 anni, barman: è la quinta vittima della rivolta.                                                                              |
| 20 settembre | Il Presidente di Avanguardia Nazionale, Adriano Tilgher tiene una conferenza stampa a Reggio. |
| 17 ottobre   | Vietate a Reggio le manifestazioni pubbliche, il segretario nazionale del MSI Giorgio Almirante tiene un comizio a Villa San Giovanni rivendicando le ragioni di Reggio. |
| 18 ottobre   | Il democristiano Fortunato Licandro viene eletto sindaco di Reggio sostituendo il compagno di partito Pietro Battaglia. |
| 24 dicembre  | Il Ministro dell'Interno Restivo revoca i decreti con i quali, il 6 febbraio precedente, aveva negato ai reggini le libertà democratiche e costituzionali: il tutto si concluderà con i procedimenti penali che verranno svolti nei processi di Potenza.                                                                                                 |

### 1972
| Data       | Evento |
| ---------- | --- |
| 21 ottobre | Nella notte tra il 21 e il 22 ottobre 1972 otto bombe sono fatte esplodere sui treni diretti a Reggio Calabria, che portano operai metalmeccanici ed edili per la manifestazione indetta dai sindacati. |
| 22 ottobre | Si tiene la grande manifestazione dei sindacati dei metalmeccanici e degli edili, organizzata da Bruno Trentin e Claudio Truffi.                                                                        |